# Frédéric Pellegeay
Frédéric Pellegeay est un acteur français présent au théâtre, au cinéma et à télévision.

## Biographie
En parallèle à sa scolarité, il suivra plusieurs années d'enseignement du piano pour finalement se tourner vers l'art dramatique. Après une année au cours Raymond Girard, dont il obtient à sa sortie le prix Jean Paul Belmondo, il entre à l’École nationale supérieure des arts et techniques du théâtre (ENSATT), puis au Conservatoire national supérieur d'art dramatique de Paris (CNSAD). Au cours de ses années au Conservatoire il a l'occasion de faire ses premiers pas à l'image parmi les premiers rôles dans deux téléfilms, Marie la louve de Daniel Wronecki aux côtés de Pierre Debauche, Jean-Paul Roussillon, et Olympe de nos amours de Serge Moati avec Marie-France Pisier, Daniel Gélin.

### Carrière
Il ne travaille par la suite qu'au théâtre, avec des metteurs en scène comme Bernard Sobel, Philippe Adrien, Jean-Pierre Vincent, et d'autres dont certains furent ses professeurs comme Stuart Seide, Daniel Mesguich. Le répertoire qu'il interprète alors s’étend du classique avec Marivaux, Victor Hugo et particulièrement Shakespeare, au contemporain comme Tennessee Williams, Ferenc Molnàr, Xavier Durringer, Werner Schwab.
Il a joué dans la cour d'honneur du Palais des Papes à Avignon dans Henry VI mis en scène par Stuart Seide, et le rôle d'Edmond au côté de Maria Casarès dans Le Roi Lear au Théâtre de Gennevilliers, une création intitulée Three penny Lear... sous la direction de Bernard Sobel.
Autour des années 2000, sa carrière s'oriente vers le cinéma et la télévision. Il tourne des seconds rôles et rôles principaux pour des téléfilms avec des réalisateurs comme Eric Woreth, Philippe Triboit, Jacques Malaterre, Stéphane Kappes, Aruna Villiers et dans deux séries télévisées : Commissariat Bastille et Le Proc, la première au côté de Smain, l'autre au côté de François-Éric Gendron. En parallèle, il joue dans plusieurs courts et moyens métrages dont Méprises multiples de Christian Charmetant, Requiem de Didier Le Pêcheur, Gaïa d'Olivier de Plas.
Il reçoit le prix d'interprétation masculine pour L'Œil qui traîne de Stéphane Brizé au festival « Les acteurs à l'écran » . Il tient les rôles principaux dans deux longs métrages underground : Adios la fin d'un monde de Nicolas Joffrin et Les Aliénés d'Yvan Gauthier.
Entre les années 2000 et 2005, il est au cinéma dans plusieurs films dont Yamakasi de Julien Séri - Ariel Zeitoun, Les Morsures de l'aube d'Antoine de Caunes, L'Équipier de Philippe Lioret.
Au Théâtre de la Porte-Saint-Martin en 2006, il joue le rôle du médecin-psychiatre dans L'Emmerdeur de et mis en scène par Francis Veber et en 2010, il est au Petit Théâtre de la Porte-Saint-Martin dans Dernière Station avant le désert, le rôle du major, une pièce d'un auteur contemporain, Lanie Robertson, mise en scène par Georges Werler.  En parallèle, il entame entre autres, le tournage de la série Caïn.
En 2023, il rejoint le casting de la série Un si grand soleil.

## Filmographie
- 2024 : En place (série) : saison 2 : Général Puch
- 2023 : Un si grand soleil (série) : Jeff
- 2020 : Une belle équipe de Mohamed Hamidi
- 2017 : L'Art du Crime (épisodes 3 à 6) de Eric Woreth
- 2016 : Contact dans un épisode de David Morley
- 2016 : Les Petits Meurtres De Agatha Christie dans un épisode de Eric Woreth
- 2016 : Alice Nevers (série) dans un épisode de Julien Zidi : saison 14 épisode 8 : Patrick Morin
- 2015 :  Elles... Les Filles du Plessis de Bénédicte Delmas (téléfilm)
- 2015 : Meurtres à La Rochelle téléfilm de Étienne Dhaene
- 2014 : Un homme idéal (film, 2015) de Yann Gozlan film
- 2013 : Les Combattants de Thomas Cailley (3 prix à la quinzaine des réalisateurs Cannes 2014)
- 2012-2017 : Caïn de Bertrand Arthuys (Série TV) - 24 épisodes : commandant Jacques Moretti
- 2011 : Camping paradis dans un épisode de Didier Albert
- 2010 : De l'encre Téléfilm de Hamé Bourokba- Ekoué Labitey  La Rumeur
- 2010 : Joséphine, ange gardien dans un épisode de Jean-Marc Seban
- 2010 : Affaires étrangères dans un épisode de Vincenzo Marano
- 2009 : Louis XV, le soleil noir Téléfilm de Thierry Binisti
- 2009 : Diane, femme flic dans un épisode de Manuel Boursinhac
- 2009 : Vénus & Apollon dans un épisode
- 2009 : Les Corbeaux (Téléfilm) de Régis Musset
- 2008 : Coluche film de Antoine de Caunes
- 2008 : Commissaire Valence dans un épisode de Nicolas Herdt
- 2008 : Cellule identité dans un épisode de Stéphane Kappes
- 2008 : R.I.S. Police scientifique dans un épisode de Hervé Brahmi
- 2007 : Notable, donc coupable téléfilm de Francis Girod
- 2006 : La Crim' dans un épisode de Eric Woreth
- 2004-2005 : Le Proc (Série TV) rôle : Chastelier de Didier Albert- Claudio Tonetti-
- 2004 : Sémaphore court de Aurelien Rocland[10]
- 2004 : L'Équipier film de Philippe Lioret
- 2004 : Tout le plaisir est pour moi film d'Isabelle Broué
- 2003 : Crimes contre l'humanité film de Norman Jewison
- 2003 : Alex Santana, négociateur un épisode d'Eric Woreth]: Le prix d'une vie : rôle Fabrice Costa
- 2003 : Le Train de 16h19 (Téléfilm) de Philippe Triboit
- 2002 : La Mentale (film 2002)| La Mentale film de Manuel Boursinhac
- 2002 : Une femme d'honneur - Portrait d'un tueur - (série télévisée) de David Delrieux : Cyril Casteaux
- 2001-2002 : Commissariat Bastille de Jacques Malaterre- Gilles Béhat- (série télévisée) : Perrin
- 2001 : Mauvais genres de Francis Girod  film
- 2001 : Yamakasi - Les samouraïs des temps modernes film de Julien Seri et Ariel Zeitoun
- 2001 : Les Morsures de l'aube d'Antoine de Caunes film
- 2001 : Les Aliénés de Yvan Gauthier film
- 2000 : Gaia  court de Olivier de Plas
- 2000 : Piège en haute sphère téléfilm de Aruna Villiers
- 2000 : Exit de Olivier Megaton  film
- 2000 : Mary Lester un épisode de Christiane Leherissey
- 2000 : L'Extraterrestre film de Didier Bourdon
- 2000 : Mamirolle de Brigitte Coscas
- 1999 : Clara qui êtes aux cieux (moyen) de Jean Francois Hirsch et Pascal Demolon
- 1998 : Vertiges - En quête d'identité (série télévisée) de Eric Woreth : Lucas
- 1998 : Ça ne se refuse pas de Eric Woreth
- 1998 : Sœurs porteuses téléfilm  de Brigitte Coscas
- 1997 : Le Silence de Rak de Christophe Loizillon
- 1997 : Adios film de Nicolas Joffrin
- 1996 : L'œil qui traîne de Stéphane Brizé
- 1996 : Navarro - Le fils unique (série télévisée) : Desjean
- 1996 : Les Cordier, juge et flic - Refaire sa vie (série télévisée) de Bruno Herbulot : Becker
- 1995 : Julie Lescaut (TV), épisode 6 saison 4, Bizutage d'Alain Bonnot : Vazak
- 1995 : Une femme dans la nuit téléfilm de Eric Woreth
- 1995 : Facteur VIII'' téléfilm de Alain Tasma
- 1993 : Méprises multiples, court de Christian Charmetant
- 1993 : Les cinq dernières minutes - Scaramouche (série TV) : David
- 1991 : Marie la louve téléfilm de Daniel Wronecki
- 1989 : Olympe de nos amours téléfilm) de Serge Moati
- 1989 : Les Nuits révolutionnaires (série TV) 1 épisode de Charles Brabant
- 1989 : Oppressions de Jean Cauchy

## Théâtre
- 2019   Le Duel : adaptation de la nouvelle de Tchekhov par J.C Grumberg mis en scène Lisa Wurmser AVIGNON 2019 au petit louvre
- 2010 : Dernière Station avant le désert de  Lanie Robertson mise de Georges Werler au Petit Théâtre de la porte saint martin] rôle- le Major
- 2005 : L'Emmerdeur de et mise de Francis Veber au Théâtre de la porte St martin : Le médecin Wolf
- 2005 : Troîlus et Cressida de Shakespeare mise de Bernard Sobel au Théâtre de Gennevilliers : Diomède
- 2000 : Homme pour homme de Bertolt Brecht mise de Jean Pierre Vincent aux Théâtre Nanterre amandiers : Uria
- 1999 : Excédent de poids insignifiant amorphe de Werner Schwab mise de Philippe Adrien au Théâtre de la tempête: Karli
- 1999 : Liliom puis en tournée, et au Festival en mai à Dijon
- 1998 : Liliom de Ferec Molnar mise de Stephanie Chevara au théâtre de Gentilly - : rôle- Liliom
- 1997 : Hamlet Tournée en France
- 1996 : Des jours entiers et des nuits entières au théâtre de la Main d'or puis tournée en France
- 1996 : Hamlet de Shakespeare mise de Philippe Adrien au Théâtre de la Tempête rôle : Laertes
- 1995 : Berlin,Ton Danseur est La Mort de Enzo Corman mise de Nabil el Azan
- 1995 : Des jours entiers et des nuits entières de Xavier Durringer création et mise de Stéphanie Chévara au Théâtre de proposition à Paris : rôle : Fred
- 1994 : La ménagerie de verre mise de Élisabeth Chailloux : reprise et tournée en France.
- 1994-1995 : Henry VI mise de Stuart Seide à la  cour d'Honneur du palais des Papes à Avignon, au Festival du printemps des comédiens à Montpellier, à la Cour de l’École des Beaux Arts à Toulouse.
- 1994 : Les géants de la montagne de Luigi Pirandello mise de Bernard Sobel au Théâtre de Gennevilliers : réalise la conception sonore et musicale
- 1993 : Le Roi Lear de Shakespeare mise de Bernard Sobel au Théâtre de Gennevilliers rôle: Edmond
- 1993 : La ménagerie de verre de Tennessee Williams mise de Élisabeth Chailloux au Théâtre des quartiers D'Ivry : rôle : Jim O'Connor
- 1993 : Henry VI de Shakespeare ; mise, conception et traduction de Stuart Seide au Théâtre de Gennevilliers rôle : Bourgogne- Jack Cade- Hume- Duc D'Oxford
- 1992 : Boulevard du Boulevard création de la troupe: mise de Daniel Mesguich: théâtre du nord: rôles: Pontagniac et autres
- 1992 : La Seconde Surprise de l'amour de Marivaux mise de Daniel Mesguich: Théâtre du nord : rôle : le chevalier
- 1991 : Marie Tudor de Victor Hugo : mise de Daniel Mesguich: Théâtre du Nord
- 1988 : Le Cœur brisé de John Ford : mise de Thierry Atlan: Théâtre du Chaudron
- 1986 : Le Carrosse d'or de Jean Renoir adaptation et mise en scène de Henri Lazarini : rôle : le matador